# Anita Diamant
Pour les articles homonymes, voir Diamant (homonymie).
Anita Diamant (née le 27 juin 1951 à Brooklyn) est une écrivaine et journaliste américaine. Le roman qui l'a rendue célèbre est La Tente rouge, publié en 1997 et best-seller mondial,,. 

## Jeunesse et formation
Anita Diamant a passé sa petite enfance à Newark, dans le New Jersey, et a déménagé à Denver, au Colorado à l'âge de 12 ans. Elle a fréquenté l'Université du Colorado à Boulder et a été transférée à la Washington University à St. Louis, dans le Missouri, où elle a obtenu un baccalauréat universitaire en littérature comparée en 1973. Elle a ensuite obtenu une maîtrise en anglais de l'Université d'État de New York à Binghamton en 1975.  

## Carrière

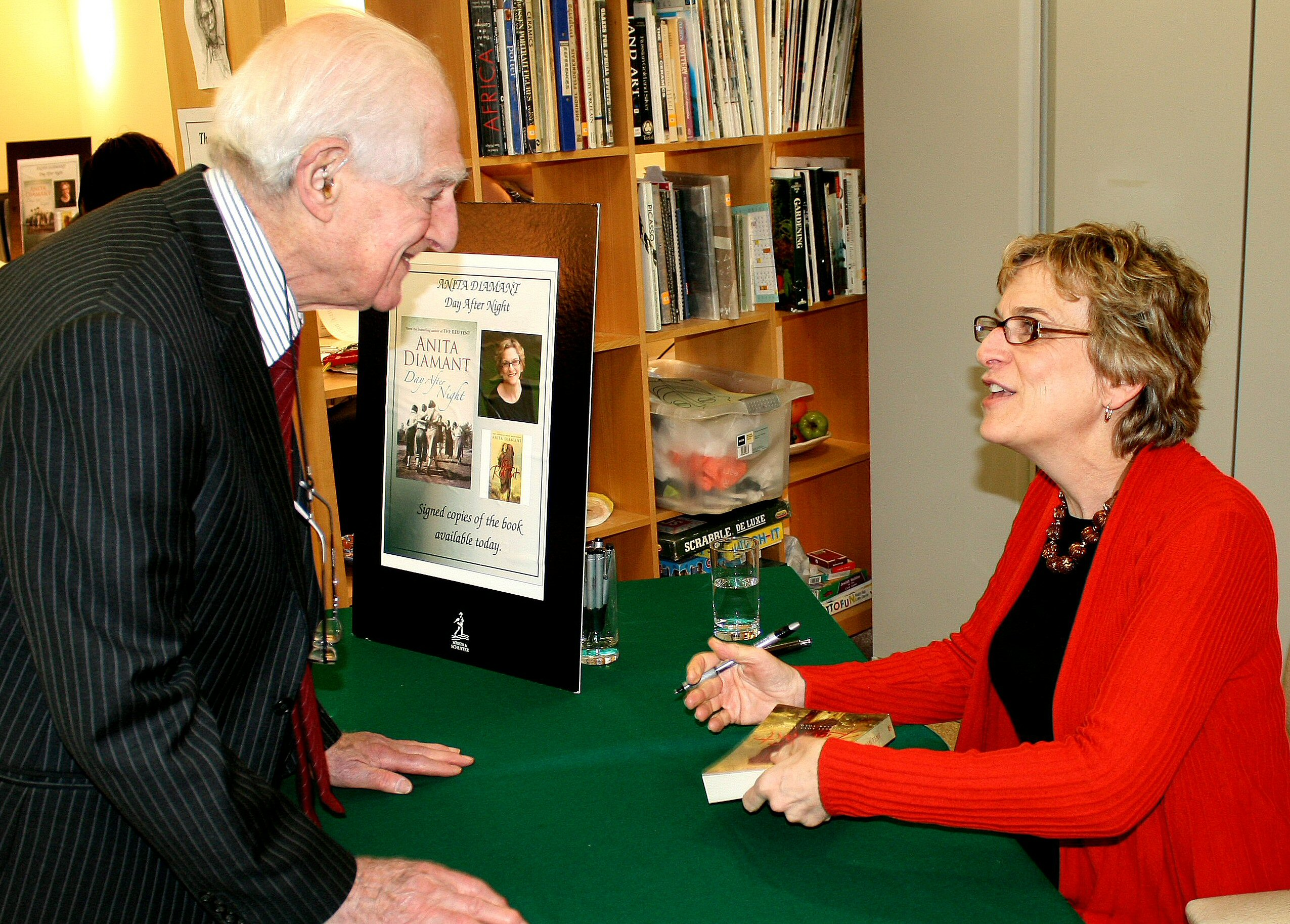
Anita Diamant lors d'une séance de dédicace à Nightingale House, Londres, mars 2010

Anita Diamant commence sa carrière d'écrivaine comme journaliste indépendante. Dès 1975, ses articles sont publiés dans le magazine Boston Globe, les magazines Parenting, New England Monthly, Yankee, Self, Parents, McCall's et Ms.,. 
Depuis la sortie de son livre Le nouveau mariage juif, paru en 1985, elle a publié cinq autres ouvrages sur la pratique juive contemporaine. Elle est l'auteure de nombreux ouvrages et guides pratiques publiés sur la vie juive. 
Anita Diamant publie ses premiers romans de fiction à la fin des années 1900. La Fille de Jacob est publié en France en 1999, puis republié sous le titre La Tente rouge. Ce best-seller est le déclencheur d'un vaste mouvement féministe international, celui de la mise en place de « tentes rouges » : il s'agit de la réalisation par des femmes d'un espace délimité par des tissus de couleur rouge, matérialisant et sécurisant un lieu où les femmes se réunissent pour parler de sujets féminins. Elle publie ensuite les romans intitulés Good Harbor et The Last Days of Dogtown. 
Son roman, Day After Night (2009), raconte l'histoire de quatre femmes survivantes de l'Holocauste qui, dans la période qui a suivi la fin de la guerre et avant la création de l'État d'Israël, se sont retrouvées en détention au centre de détention d'Atlit, juste au sud de Haïfa, sous mandat britannique de la Palestine. 
En 2014, Anita Diamant publie le roman The Boston Girl, l' histoire d'une jeune fille immigrante du début du XXe siècle. 

## Engagements
Anita Diamant est la présidente fondatrice de deux centres communautaires aux États-Unis : le Mayyim Hayyim Hayyim Living Waters Community Mikveh et le Paula J. Brody & Education Center à Newton,. Le Mayyim Hayyim est un lieu de ressource international pour une spiritualité juive authentique et créative. 

## Œuvres

### Fictions
- La Tente rouge (1997)
- Bon Port (2001)
- Les Derniers Jours de Dogtown (2005)
- Jour après nuit (2009)
- La Fille de Boston (2014)

### Non-fictions
- Planter ma tente : sur le mariage, la maternité, l'amitié et d'autres actes de foi (2003)
- Le Nouveau Mariage juif (1985, révisé en 2001
- Le Nouveau Livre juif pour bébés (1988, révisé en 2005)
- Comment nommer votre bébé juif (1989)
- Vivre une vie juive (1991, révisé en 2007, avec Howard Cooper)
- Noms bibliques: choix spirituels de sources judéo-chrétiennes (1996)
- Dire Kaddish: Comment réconforter les mourants, enterrer les morts et pleurer Juifs (1998)
- Choisir une vie juive: Manuel pour les personnes qui se convertissent au judaïsme, pour leur famille et leurs amis (1998)
- Comment élever un enfant juif: manuel pratique sur la vie familiale (2000, avec Karen Kushner)
- Comment être un parent juif: manuel pratique pour la vie de famille (2000, avec Karen Kushner)
- Le Mariage juif maintenant (2017)
- La Vie et la Mort dans la pépinière (1985)